# Hedrehely
Hedrehely is een plaats (község) en gemeente in het Hongaarse comitaat Somogy. Hedrehely telt 531 inwoners (2001).